# Nea Nikomídia
Nea Nikomídia (en grec, Νέα Νικομήδεια) és un poble de Grècia situat en la perifèria de Macedònia Central. Pertany a la unitat perifèrica d'Imathia, al municipi de Véria i a la unitat municipal d'Apóstolos Pavlos. L'any 2011 tenia 801 habitants.

## Jaciment arqueològic

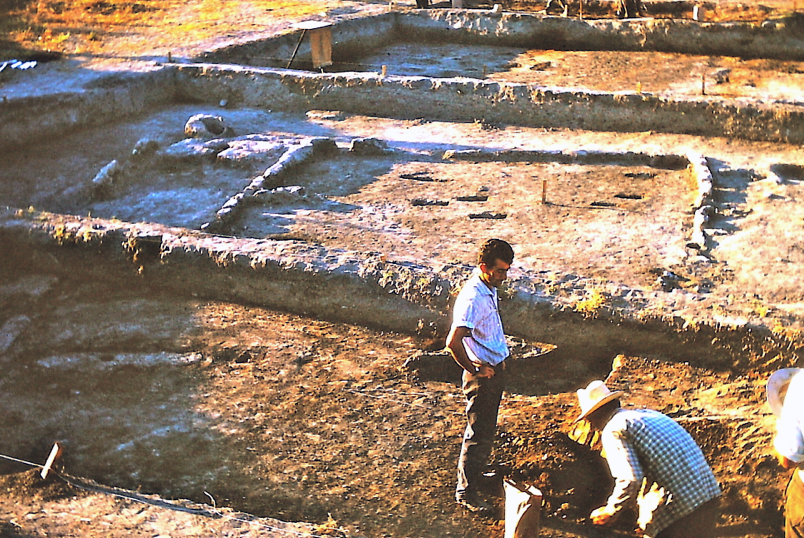
Treballs arqueològics en l'assentament neolític

A uns 2 km al nord de Nea Nikomídia, al jaciment conegut com a «Megali Tomba», s'excavaren, en la dècada de 1960, les restes de l'assentament neolític més antic de Grècia. El seu origen es remunta al 7é mil·lenni ae. Durant el Neolític primerenc va sofrir una destrucció que provocà l'abandó del lloc, i tornà a ser ocupat en el neolític tardà.
Sembla que la ubicació de l'assentament estava, en el seu moment històric, a la vora d'un llac o tal vegada de la mar, la qual cosa es veu recolzada per la composició geològica del subsòl. Gaudia de bon clima i d'abundants fonts d'aliments.
Entre les troballes hi ha les restes de 24 cases, que tenien un pla quadrat o rectangular tret d'una que sembla haver tingut un pla triangular. Les parets se'n feien amb troncs col·locats verticalment entre els quals es col·locaven branques i canyes i es cobrien amb palla i fang. Els sostres es feien amb branques, palla, fang i canyes. Un d'aquests edificis, més gran i al centre del llogaret, degué ser un centre comunitari amb funcions de santuari, perquè s'hi trobaren figuretes i destrals.
També hi aparegueren alguns pous, forns per fabricar ceràmica i fogons per cuinar. Pel que fa a la terrissa trobada, hi ha fragments de molts pitxers, alguns de decorats. També són destacables figuretes de terracota femenines i segells d'argila, amb funció decorativa o potser com a marca de propietat.
S'hi trobaren eines de pedra i d'os. Algunes en servien per a treballar pells. També hi han aparegut peses de teler, llavors de cereals, llegums i restes d'ossos d'animals domesticats, com ovelles, bòvids i porcs, però també d'animals salvatges com cérvols, senglars i animals marins.
D'altra banda, s'excavaren 21 tombes que eren simples clots on s'havien col·locar els cossos dels difunts, en una postura amb les cames flexionades. Algun dels enterraments contenia cossos de diverses persones.